# Bóng đá tại Đại hội Thể thao châu Á 1958
Bóng đá tại Đại hội Thể thao châu Á 1958 được tổ chức ở Tokyo, Nhật Bản từ 24 tháng 5 đến 1 tháng 6 năm 1958.

## Danh sách huy chương
| Nội dung | Vàng | Bạc | Đồng |
| -------- | --- | --- | --- |
| Nam      | Trung Hoa Dân Quốc (ROC) · Ho Ying-fan · Kwok Kam-hung · Kwok Yau · Spencer Lam · Lau Sui-wah · Lau Tim · Law Pak · Lo Kwok-tai · Wong Chi-keung · Yiu Cheuk-yin · Ho Chi-kwan · Kwok Chow-ming · Chan Fai-hung · Lau Kin-chung · Loh Kwok-leun · Lee Kwok-wah · Kwok Moon-wah · Chow Siu-hung · Yeung Wai-too · Lau Yee · Tang Sum · Mok Chun-wah | Hàn Quốc (KOR) · Ham Heung-Chul · Kim Sang-Jin · Choi Chung-Min · Lee Soo-Nam · Kim Dong-Keun · Kim Young-Il · Kim Young-Jin · Kim Ji-Sung · Kim Jin-Woo · Cha Tae-Sung · Kim Chan-Ki · Kim Hong-Bok · Moon Jung-Sik · Woo Sang-Kwon · Sim Keun-Taek · Park Kyung-Ho · Choi Kwang-Seok · Sung Nak-Woon | Indonesia (INA) · Wowo Sunaryo · Paidjo · Phwa Sian Liong · Mardjoso · Maulwi Saelan · Muhammad Rasjid · Ramang · Kwee Kiat Sek · Hengky Timisela · Thio Him Tjiang · Fattah Hidayat · Tan Liong Houw · Muhammad Ilyas · Rukma Sudjana · Omo Suratmo · Bakir · Kurnia · Suryadi · Saari |

## Kết quả

### Vòng loại

#### Bảng A
| Đội                | Pld | W | D | L | GF | GA | GAV   | Pts |
| ------------------ | --- | - | - | - | -- | -- | ----- | --- |
| Trung Hoa Dân Quốc | 2   | 2 | 0 | 0 | 5  | 2  | 2.500 | 4   |
| Việt Nam Cộng hòa  | 2   | 1 | 1 | 0 | 7  | 2  | 3.500 | 3   |
| Pakistan           | 2   | 0 | 1 | 1 | 2  | 4  | 0.500 | 1   |
| Mã Lai             | 2   | 0 | 0 | 2 | 2  | 8  | 0.250 | 0   |

| Việt Nam Cộng hòa | 1 – 1 | Pakistan |
| ----------------- | ----- | -------- |
|                   |       |          |

| Trung Hoa Dân Quốc | 2 – 1 | Mã Lai |
| ------------------ | ----- | ------ |
|                    |       |        |

| Mã Lai | 1 – 6 | Việt Nam Cộng hòa |
| ------ | ----- | ----------------- |
|        |       |                   |

| Pakistan | 1 – 3 | Trung Hoa Dân Quốc |
| -------- | ----- | ------------------ |
|          |       |                    |

#### Bảng B
| Đội       | Pld | W | D | L | GF | GA | GAV   | Pts |
| --------- | --- | - | - | - | -- | -- | ----- | --- |
| Indonesia | 2   | 2 | 0 | 0 | 4  | 2  | 2.000 | 4   |
| Ấn Độ     | 2   | 1 | 0 | 1 | 5  | 4  | 1.250 | 2   |
| Miến Điện | 2   | 0 | 0 | 2 | 3  | 6  | 0.500 | 0   |

| Indonesia | 4 – 2 | Miến Điện |
| --------- | ----- | --------- |
|           |       |           |

| Miến Điện | 2 – 3 | Ấn Độ |
| --------- | ----- | ----- |
|           |       |       |

| Ấn Độ | 1 – 2 | Indonesia |
| ----- | ----- | --------- |
|       |       |           |

#### Bảng C
| Đội         | Pld | W | D | L | GF | GA | GAV   | Pts |
| ----------- | --- | - | - | - | -- | -- | ----- | --- |
| Hồng Kông   | 2   | 2 | 0 | 0 | 6  | 1  | 6.000 | 4   |
| Philippines | 2   | 1 | 0 | 1 | 2  | 4  | 0.500 | 2   |
| Nhật Bản    | 2   | 0 | 0 | 2 | 0  | 3  | 0.000 | 0   |

| Hồng Kông | 4 – 1 | Philippines |
| --------- | ----- | ----------- |
|           |       |             |

| Philippines | 1 – 0 | Nhật Bản |
| ----------- | ----- | -------- |
|             |       |          |

| Nhật Bản | 0 – 2 | Hồng Kông |
| -------- | ----- | --------- |
|          |       |           |

#### Bảng D
| Đội       | Pld | W | D | L | GF | GA | GAV   | Pts |
| --------- | --- | - | - | - | -- | -- | ----- | --- |
| Hàn Quốc  | 2   | 2 | 0 | 0 | 7  | 1  | 7.000 | 4   |
| Israel    | 2   | 2 | 0 | 0 | 6  | 1  | 6.000 | 4   |
| Singapore | 2   | 0 | 0 | 2 | 2  | 4  | 0.500 | 0   |
| Iran      | 2   | 0 | 0 | 2 | 0  | 9  | 0.000 | 0   |

| Hàn Quốc | 2 – 1 | Singapore |
| -------- | ----- | --------- |
|          |       |           |

| Israel | 4 – 0 | Iran |
| ------ | ----- | ---- |
|        |       |      |

| Hàn Quốc | 5 – 0 | Iran |
| -------- | ----- | ---- |
|          |       |      |

| Israel | 2 – 1 | Singapore |
| ------ | ----- | --------- |
|        |       |           |

### Vòng loại trực tiếp
|  | Tứ kết             | Tứ kết     |                          |   | Bán kết               | Bán kết               |  |  | Tranh huy chương vàng | Tranh huy chương vàng |
|  |                    |            |                          |   |                       |                       |  |  |                       |                       |
|  | 30 tháng 5         |            |                          |   |                       |                       |  |  |                       |                       |
|  |                    |            |                          |   |                       |                       |  |  |                       |                       |
|  | Trung Hoa Dân Quốc | 2          |                          |   |                       |                       |  |  |                       |                       |
|  | Trung Hoa Dân Quốc | 2          | 31 tháng 5               |   |                       |                       |  |  |                       |                       |
|  | Israel             | 0          |                          |   |                       |                       |  |  |                       |                       |
|  | Israel             | 0          | Trung Hoa Dân Quốc       | 1 |                       |                       |  |  |                       |                       |
|  | 30 tháng 5         |            | Trung Hoa Dân Quốc       | 1 |                       |                       |  |  |                       |                       |
|  |                    | Indonesia  | 0                        |   |                       |                       |  |  |                       |                       |
|  | Indonesia          | Indonesia  | 0                        | 5 |                       |                       |  |  |                       |                       |
|  | Indonesia          |            | 1 tháng 6                | 5 |                       |                       |  |  |                       |                       |
|  | Philippines        | 2          |                          |   |                       |                       |  |  |                       |                       |
|  | Philippines        | 2          | Trung Hoa Dân Quốc (h.p) | 3 |                       |                       |  |  |                       |                       |
|  | 30 tháng 5         |            | Trung Hoa Dân Quốc (h.p) | 3 |                       |                       |  |  |                       |                       |
|  |                    | Hàn Quốc   | 2                        |   |                       |                       |  |  |                       |                       |
|  | Hồng Kông          | Hàn Quốc   | 2                        | 2 |                       |                       |  |  |                       |                       |
|  | Hồng Kông          | 31 tháng 5 |                          | 2 |                       |                       |  |  |                       |                       |
|  | Ấn Độ (h.p.)       | 5          |                          |   |                       |                       |  |  |                       |                       |
|  | Ấn Độ (h.p.)       | 5          | Ấn Độ                    | 1 |                       |                       |  |  |                       |                       |
|  | 30 tháng 5         |            | Ấn Độ                    | 1 |                       |                       |  |  |                       |                       |
|  |                    | Hàn Quốc   | 3                        |   | Tranh huy chương đồng | Tranh huy chương đồng |  |  |                       |                       |
|  | Hàn Quốc           | Hàn Quốc   | 3                        | 3 | Tranh huy chương đồng | Tranh huy chương đồng |  |  |                       |                       |
|  | Hàn Quốc           |            | 1 tháng 6                | 3 |                       |                       |  |  |                       |                       |
|  | Việt Nam Cộng hòa  | 1          |                          |   |                       |                       |  |  |                       |                       |
|  | Việt Nam Cộng hòa  | 1          | Indonesia                | 4 |                       |                       |  |  |                       |                       |
|  |                    |            |                          |   |                       |                       |  |  |                       |                       |
|  | Ấn Độ              | 1          |                          |   |                       |                       |  |  |                       |                       |
|  | Ấn Độ              | 1          |                          |   |                       |                       |  |  |                       |                       |

#### Tứ kết
| Trung Hoa Dân Quốc | 2 – 0 | Israel |
| ------------------ | ----- | ------ |
|                    |       |        |

| Indonesia | 5 – 2 | Philippines |
| --------- | ----- | ----------- |
|           |       |             |

| Hồng Kông | 2 – 5 (s.h.p.) | Ấn Độ |
| --------- | -------------- | ----- |
|           |                |       |

| Hàn Quốc | 3 – 1 | Việt Nam Cộng hòa |
| -------- | ----- | ----------------- |
|          |       |                   |

#### Bán kết
| Trung Hoa Dân Quốc | 1 – 0 | Indonesia |
| ------------------ | ----- | --------- |
|                    |       |           |

| Ấn Độ | 1 – 3 | Hàn Quốc |
| ----- | ----- | -------- |
|       |       |          |

#### Tranh huy chương đồng
| Indonesia | 4 – 1 | Ấn Độ |
| --------- | ----- | ----- |
|           |       |       |

#### Tranh huy chương vàng
| Trung Hoa Dân Quốc | 3 – 2 (s.h.p.) | Hàn Quốc |
| ------------------ | -------------- | -------- |
|                    |                |          |

### Huy chương vàng
| Vô địch Bóng đá nam Asiad 1958 Đài Loan Lần thứ hai |